# Catherine Ringer
Catherine Ringer (Suresnes, 18 de octubre de 1957) es una cantante, compositora, música y actriz francesa, popular por haber sido cofundadora de la agrupación Les Rita Mitsouko y por su carrera en el teatro y el cine en la década de 1970.

## Carrera
Ringer comenzó su carrera profesional en el escenario a finales de la década de 1970 en producciones con el Théâtre de Recherche Musicale de Michael Lonsdale, así como en producciones musicales y de danza. En 1976 conoció a la bailarina y coreógrafa argentina Marcia Moretto con quien estudió y también actuó en varios lugares en París. La exitosa canción "Marcia Baila" fue escrita como un tributo a Moretto después de su muerte en 1981. En cine, Ringer también actuó en películas pornográficas como La Fessée (1976) y Body Love (1977).
En 1979 conoció a Fred Chichin con quien fundó la banda Les Rita Mitsouko. Ringer continuó liderando el grupo después de la muerte de Chichin en noviembre de 2007, además de emprender una carrera como solista.

## Discografía

### Solista
- 2008: Rendez-vous chez Nino Rota
- 2008: Catherine Ringer chante Les Rita Mitsouko and more à La Cigale
- 2011: Ring n' Roll
- 2017: Chroniques et Fantaisies